# Пиркер, Иоганн Ладислаус
Иоганн Ладислаус Пиркер фон Оберварт или Янош Ласло Пиркер Фельсёэри (нем. Johann Ladislaus Pyrker OCist, венг. Felsőőri Pyrker János László; 2 ноября 1772, Надьланг, Австро-Венгрия — 2 декабря 1847, Вена, Австро-Венгрия) — католический прелат, епископ Спиша с 21 декабря 1818 года по 23 мая 1820 год, патриарх Венеции с 23 мая 1820 года по 9 апреля 1827 год, архиепископ Эгера с 9 мая 1827 года по 2 декабря 1847 год, член монашеского ордена цистерцианцев, венгерский писатель и драматург.
Один из первых членов Венской Императорской академии наук (1847).

## Биография
Янош Ласло Пиркер происходил из старинного венгерского дворянского рода Фельсёэри (Оберварт). Его отцом был один из 18 гусаров, отличившихся в Кунесдорфском сражении. Образование получил в Секешфехерваре и Пече. В 1792 году стал послушником в лилиенфельдский монастырь цистерцианского ордена. 3 декабря 1796 года Янош Ласло Пиркер был рукоположён в сан диакона и на следующий день 4 декабря его рукоположили в священника. Быстро сделал церковную карьеру. Был последовательно приором, аббатом, настоятелем в приходе в Тюрнице.
7 августа 1818 года австро-венгерские власти назначили Яноша Ласло Пиркера епископом Спиша. 21 декабря 1818 Римский папа Пий VII утвердил его назначение. 18 апреля 1819 года состоялось рукоположение Яноша Ласло Пиркера в епископа, которое совершил архиепископ Вены Зигизмунд Антон фон Хохенварт в сослужении с титулярным епископом Эчмиадзина Адеодатом Пипикяном и титулярным епископом Антеополиса Матиасом Паулусом Штейндлем.
23 мая 1820 года Римский папа Пий VII назначил Яноша Ласло Пиркера патриархом Венеции. Эту должность он занимал до 9 апреля 1827 года, когда Римский папа Лев XII назначил его архиепископом Эгера. На этом посту он стал главным инициатором строительства эгерской базилики.
Скончался 2 декабря 1847 года в Вене.

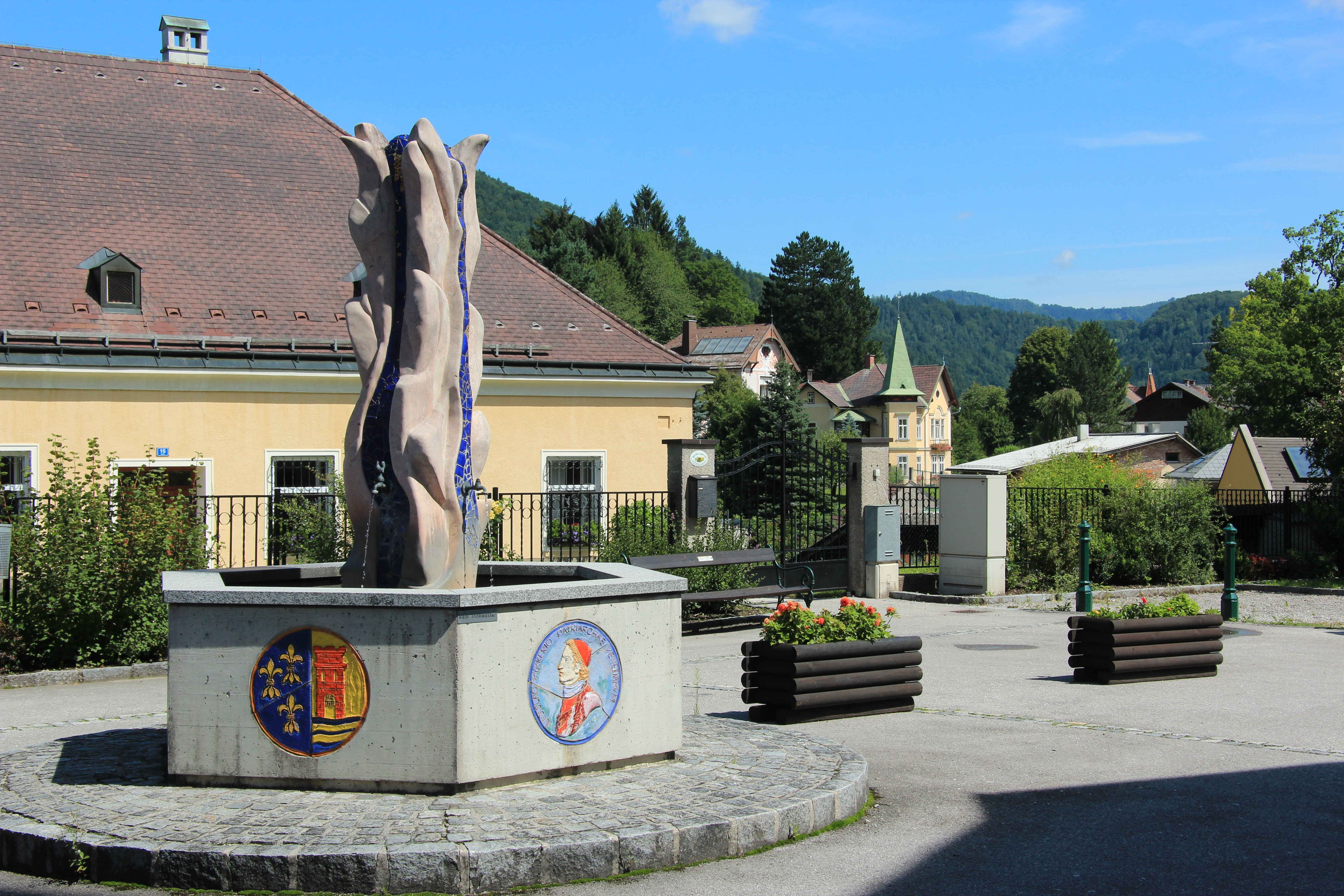
Памятник Йоганну Ладислаусу Пиркеру, Тюрниц, Австрия

## Общественная деятельность
Янош Лайош Пиркер основал в Карловых Варах санаторий для больных солдат, училище для сельских учителей в Эгере, пожертвовал около 100 тысяч флоринов для украшения кафедрального собора. Его коллекция картин стала основой Венгерского национального музея. За свою благотворительную и меценатскую деятельность Янош Лайош Пиркер был посвящён австрийским императором в рыцари с титулом «фон Оберварт».

## Творческая деятельность
Янош Лайош Пиркер писал рассказы, драматические и стихотворные сочинения. Его первым произведением стала драма «Historische Schauspiele», которую он опубликовал в 1810 году. В 1820 году он выпустил эпическое произведение из 12 песен «Tunisias», в котором прославлял поход в Тунис императора Карла V. Другое эпическое сочинение «Rudolphias», восхвалявшее короля Германии Рудольфа I, было издано в Вене в 1924 году.